# Italienische Fußballmeisterschaft 1906
Die Italienische Fußballmeisterschaft 1906 war die neunte italienische Fußballmeisterschaft, die von der Federazione Italiana Giuoco Calcio (FIGC) ausgetragen wurde.

## Organisation
Vom 7. bis zum 14. Januar 1906 fanden die regionalen Ausscheidungsspiele für die Finalrunde statt. Die Finalrunde wurde vom 21. Januar bis zum 22. April 1906 ausgetragen.
Wie in der Vorsaison gab es kein Finalspiel, sondern eine Finalrunde, für die sich drei Mannschaften qualifizierten. Jede Mannschaft spielte während dieser Finalrunde jeweils zweimal gegen die übrigen Mannschaften (ein Heimspiel und ein Auswärtsspiel). Nach diesen Spielen wäre das Team mit den meisten Punkten Meister geworden. Wegen gleicher Punktzahl wurde jedoch am 29. April 1906 ein Entscheidungsspiel ausgetragen. Auf ein Unentschieden folgte ein weiteres Spiel am 6. Mai 1906.

## Teilnehmer
- CFC Genua
- SG Andrea Doria
- AC Mailand
- US Milanese
- Juventus Turin

## Resultate

### Ausscheidungsrunde

#### Piemont
Juventus Turin war die einzige eingeschriebene Mannschaft aus der Region Piemont. Damit qualifizierte sich der amtierende Meister ohne Ausscheidungsspiele für die Finalrunde.

#### Lombardei
|            | Gesamt |             | Hinspiel | Rückspiel |
| ---------- | ------ | ----------- | -------- | --------- |
| AC Mailand | 6:4    | US Milanese | 4:3      | 2:1       |

Damit qualifizierte sich der AC Mailand für die Finalrunde.

#### Ligurien
|           | Gesamt |                 | Hinspiel | Rückspiel |
| --------- | ------ | --------------- | -------- | --------- |
| CFC Genua | 4:1    | SG Andrea Doria | 3:1      | 1:0       |

Damit qualifizierte sich der damalige Rekordmeister CFC Genua für die Finalrunde.

### Finalrunde
|                | Ergebnis   |                |
| -------------- | ---------- | -------------- |
| CFC Genua      | 1:1        | Juventus Turin |
| CFC Genua      | 2:2        | AC Mailand     |
| Juventus Turin | 2:1        | AC Mailand     |
| Juventus Turin | *1:0 *     | CFC Genua      |
| Juventus Turin | **2:0 **   | CFC Genua      |
| AC Mailand     | ***2:0 *** | CFC Genua      |
| AC Mailand     | 1:0        | Juventus Turin |

Abschlusstabelle
| Pl. | Verein         | Sp. | S | U | N | Tore | Diff. | Punkte |
| --- | -------------- | --- | - | - | - | ---- | ----- | ------ |
| 1.  | Juventus Turin | 4   | 2 | 1 | 1 | ?:?  | 00?   | 05     |
| 2.  | AC Mailand     | 4   | 2 | 1 | 1 | ?:?  | 00?   | 05     |
| 3.  | CFC Genua      | 4   | 0 | 2 | 2 | ?:?  | 00?   | 02     |

Aufgrund der Punktgleichheit von Juventus Turin und dem AC Mailand wurde ein Entscheidungsspiel nötig. Dieses sollte wegen der besseren Tordifferenz und der Anzahl an geschossenen Toren von Milan (6:4) gegenüber Juventus (5:3) in Mailand stattfinden. Juventus verlangte jedoch, die zwei zugesprochenen Tore aus dem Forfait des CFC Genua, was wiederum ein Protest des CFC Genua gegen den 2:0-Sieg von Juventus Turin im Wiederholungsspiel gewesen war, nicht zu werten. Letztlich kam es dadurch zu einem Entscheidungsspiel in Turin, da Juventus mit 5:3 nun ein besseres Torverhältnis als Milan (4:4) hatte.

#### Entscheidungsspiele
Das erste Entscheidungsspiel fand am 29. April 1906 im Velodromo Umberto I in Turin statt und endete nach Verlängerung torlos. Daher musste gemäß den Bestimmungen ein Wiederholungsspiel auf neutralem Platz ausgetragen werden. Diese Partie wurde für den 6. Mai 1906 in Mailand auf dem Feld der US Milanese angesetzt. Juventus-Präsident Alfredo Dick akzeptierte diesen Spielort nicht, da er einen Platz in Mailand nicht als „neutral“ betrachtete und seinen Klub nun wegen der besseren Tordifferenz als Meister ansah. Ein Spiel in Genua, wie es üblich war, konnte auch nicht infragekommen, nachdem der CFC Genua nach seiner 0:2-Schlappe im Wiederholungsspiel immer noch Ärger gegen Juventus Turin schürte. Juventus verzichtete auf das Wiederholungsspiel. Die Partie wurde 2:0 für die AC Mailand gewertet, und die Rossoneri gewannen damit zum zweiten Mal die Italienische Meisterschaft.
|                | Ergebnis  |                |
| -------------- | --------- | -------------- |
| Juventus Turin | 0:0 n. V. | AC Mailand     |
| AC Mailand     | *2:0 *    | Juventus Turin |

## Meister
Damit wurde der AC Mailand nach 1901 zum zweiten Mal italienischer Meister.
| Meister    |
| AC Mailand |

| Tor: - Attilio Trerè II 1 Abwehr: - Herbert Kilpin - Andrea Meschia Mittelfeld: - Alfred Bosshard - Oscar Joseph Giger - Hans Mayer Heuberger Angriff: - Guido Pedroni I - Giuseppe Rizzi - Ernst Widmer - Alessandro Trerè I - Umberto Malvano | Ersatz: - Attilio Colombo - Guerriero Colombo - François Menno Knoote - Guido Moda I - Antonio Sala Spielertrainer: - Herbert Kilpin |

## Torschützen
Die Torschützen sind ohne Tore aus der regionalen Ausscheidungsrunde aufgeführt.
| Pl. | Name                | Verein         | Tore |
| --- | ------------------- | -------------- | ---- |
| 1   | Gioacchino Armano I | Juventus Turin | 2    |
| 1   | Étienne Bugnion     | CFC Genua      | 2    |
| 1   | Domenico Donna      | Juventus Turin | 2    |
| 1   | Guido Pedroni I     | AC Mailand     | 2    |
| 5   | Giacomo Marassi     | CFC Genua      | 1    |
| 5   | Giuseppe Rizzi      | AC Mailand     | 1    |
| 5   | Attilio Trerè II    | AC Mailand     | 1    |

Ein Torschütze von Juventus Turin ist nicht bekannt.